# Biblioteca del Congrés Nacional de Xile
La Biblioteca del Congrés Nacional de Xile (BCN) és un servei de l'Congrés xilè que assisteix com a centre d'informació al Senat i la Cambra de Diputats. La Biblioteca realitza assessories als parlamentaris en el camp de les ciències socials, el dret, la legislació, la història de la llei i el desenvolupament social, econòmic, polític i cultural de Xile.
Entre les responsabilitats de la BCN es troba mantenir i assegurar el lliure accés a la llei xilena actualitzada. Així mateix, proveeix als parlamentaris i als seus equips de treball, d'assessoria a través de minuts, informes, taules d'anàlisi i seminaris tancats. Recopila retallades i informació de premsa, ofereix serveis a través de diversos recursos d'informació, tant electrònics com físics, i en el seu rol tradicional, ofereix el préstec de llibres.